# Alyson Vinícius Almeida Neves
Alyson Vinicius Almeida Neves, noto semplicemente come Alyson (San Paolo, 5 aprile 1996), è un calciatore brasiliano, difensore dell'Amazonas.

## Caratteristiche tecniche
È un terzino sinistro.

## Carriera
Ha iniziato la propria carriera nei campionati inferiori del sistema calcistico brasiliano, approdando in Série B solo nel 2018 con la maglia del Sampaio Corrêa. Il 4 marzo 2020 si è trasferito al Ceará, con cui ha fatto il suo esordio nella massima serie brasiliana giocando l'incontro pareggiato contro il Grêmio del 13 agosto.

## Palmarès

### Club

#### Competizioni regionali
- Copa do Nordeste: 2

Sampaio Corrêa: 2018
Ceará: 2020

#### Competizioni statali
- Campionato Amazonense: 1

Amazonas: 2025